# Benjamin Bonneville
Benjamin Louis Eulalie de Bonneville (1796 – 1878) va ser un oficial de l'exèrcit dels Estats Units i un explorador de l'oest dels Estats Units. Van ser notables les seves expedicions a l'Oregon Country i a la conca Great Basin, i en particular per algunes parts de l'Oregon Trail.
Quan ell tenia 7 anys amb la seva família es traslladà als Estats Units, el passatge del viatge el va pagar Thomas Paine que, a més, era el padrí de Benjamin.
Va cursar estudis militars a l'Acadèmia de West Point.
L'escriptor Washington Irving el va fer famós, quan va fer el relat de les seves expedicions.